# HMS Tactician (1942)
HMS Tactician (P314) – brytyjski okręt podwodny należący do trzeciej grupy okrętów podwodnych typu T. Został zbudowany jako P314 w stoczni Vickers-Armstrongs w Barrow. Zwodowano go 29 lipca 1942. 

## Służba
„Tactician” służył na Morzy Śródziemnym i Dalekim Wschodzie przez okres wojny. W czasie operacji przeciw Włochom zatopił pomocniczy okręt patrolowy V17 / „Pia” i żaglowiec „Bice”. Storpedował i uszkodził statek handlowy „Rosandra” w pobliżu wybrzeży Albanii. Jednostka zatonęła następnego dnia. Uczestniczył w operacjach morskich podczas lądowania na Sycylii w lipcu 1943.
Przeniesiony we wrześniu 1943 w skład Brytyjskiej Floty Wschodniej na Ocean Indyjski, bazując w Trincomalee. Głównie patrolował u wybrzeży Birmy, Malajów i Andamanów, wysadzając też grupy rozpoznawcze na okupowany brzeg. Podczas ataków lotnictwa pokładowego na Sabang (operacja Cockpit) w kwietniu 1944 pełnił zadania ratownictwa lotniczego na trasie, ocalając jednego pilota. W maju okręt stawiał miny w cieśninie Malaka (operacja ML06) i zatopił japońską dżonkę ogniem z działa. Dowódcą był kmdr ppor. A.F. Collett.
Przetrwał wojnę i pozostawał dalej w służbie. Złomowany w Newport 6 grudnia 1963.